# Карих, Александр Андреевич
Александр Андреевич Карих (род. 9 августа 1941, Куйбышевка-Восточная, Хабаровский край) — советский и российский художник, основатель эмальерного центра «Эмалис» в Ярославле. Народный художник Российской Федерации (2010).

## Биография
Окончил Владивостокское художественное училище (1962). Окончил Строгановское училище (1972). Член Союза художников России (с 1975).
Начинал как художник-монументалист, выполнив ряд крупных работ в Комсомольске-на-Амуре. В 1978 году приехал в Ярославль, где занялся эмальерным делом. Основал в Ярославле творческий центр эмальерного искусства «Эмалис» (1992).
Персональные выставки:
- Ярославль, Центральный выставочный зал Ярославского союза художников (1997, 2001, 2008, 2012)
- Москва, Центральный дом художника (2002)
- Бельгия, Люксембург (2003)
- Франция, Париж (2003)
- Комсомольск-на-Амуре (2009)
- Москва, Центральный дом художника, ТНК галерея и галерея «Лез Ореад» (2010)
- Китай, Харбин (2011).

## Награды
- Орден Дружбы (2023)[1]
- Народный художник Российской Федерации (2010)[2]
- Заслуженный художник Российской Федерации (1999)[3]
- Серебряная медаль Российской Академии художеств
- Золотая медаль Союза художников России (2010)
- Медаль «В память 850-летия Москвы»
- Медаль «В честь 50-летия Великой Победы»
- Почётный знак города Ярославля (2009)
- Почётный знак г. Ярославля в честь 1000-летия города
- Золотой знак и диплом Международного Фонда «Культурное достояние»
- Грамота Художественного фонда Союза художников России за выставку эмальерного искусства в Московском Кремле.